# Partage des eaux (album)
Pour les articles homonymes, voir Partage des eaux.
Albums de Anne Sylvestre
40 ans de chansons Les Chemins du vent
Partage des eaux est un album d'Anne Sylvestre paru chez EPM en 2000.

## Historique
Paru en 2000, c'est le vingt-et-unième album d'Anne Sylvestre. 
À l'occasion de sa sortie, Anne Sylvestre se produit à l'Auditorium Saint-Germain des prés du 7 novembre au 9 décembre 2000,.
L'album comme le spectacle comprennent plusieurs titres évoquant le thème de l'eau. Parmi ceux-là, Le lac Saint-Sébastien, portrait écologique inspiré du texte Les carnets du lac de l'écrivaine québécoise Hélène Pedneault,. Cette chanson a notamment été reprise par JeHan, Marion Cousineau, le groupe vocal Evasion et Camille.

## Titres
Toutes les chansons sont écrites et composées par Anne Sylvestre.
| No  | Titre                          | Durée      |
| --- | ------------------------------ | ---------- |
| 1.  | Pour aller retrouver ma source | 4 min 54 s |
| 2.  | Les Dames de mon quartier      | 3 min 32 s |
| 3.  | Que les lettres d'amour        | 3 min 30 s |
| 4.  | Ça n'se voit pas du tout       | 3 min 45 s |
| 5.  | Partage des eaux               | 5 min 34 s |
| 6.  | Petit Velours                  | 3 min 35 s |
| 7.  | La Chèvre et le Chou           | 2 min 48 s |
| 8.  | Le Lac Saint-Sébastien         | 4 min 14 s |
| 9.  | Les Hormones Simone            | 3 min 56 s |
| 10. | Alors ce n'était que ça        | 4 min 04 s |
| 11. | Cul et Chemise                 | 2 min 26 s |
| 12. | Allez j'vais y aller           | 4 min 28 s |

## Production
- Direction musicale : François Rauber
- Prise de son : Thierry Alazard (studio du Palais)
- Mastering : Raphaël Jonin
- Photos : Suzanne Langevin